# Toray Pan Pacific Open 2016
Il Toray Pan Pacific Open 2016 è stato un torneo di tennis giocato sul cemento. È stata la 33ª edizione del Toray Pan Pacific Open, che fa parte della categoria Premier nell'ambito del WTA Tour 2016. Si è giocato all'Ariake Coliseum di Tokyo, in Giappone, dal 19 al 25 settembre 2016.

## Partecipanti

### Teste di serie
| Nazionalità | Giocatrice               | Ranking* | Testa di serie |
| ----------- | ------------------------ | -------- | -------------- |
| Spagna      | Garbiñe Muguruza         | 3        | 1              |
| Polonia     | Agnieszka Radwańska      | 4        | 2              |
| Rep. Ceca   | Karolína Plíšková        | 6        | 3              |
| Spagna      | Carla Suárez Navarro     | 8        | 4              |
| Stati Uniti | Madison Keys             | 9        | 5              |
| Slovacchia  | Dominika Cibulková       | 12       | 6              |
| Rep. Ceca   | Petra Kvitová            | 16       | 7              |
| Russia      | Anastasija Pavljučenkova | 17       | 8              |

* Ranking al 12 settembre 2016.

### Altre partecipanti
Le seguenti giocatrici hanno ricevuto una wild card per il tabellone principale:
- Madison Keys
- Naomi Ōsaka
- Olesya Pervushina
- Petra Kvitová

Le seguenti giocatrici sono passate dalle qualificazioni:

- Kateryna Bondarenko
- Magda Linette
- Aljaksandra Sasnovič
- Varatchaya Wongteanchai

## Campioni

### Singolare femminile
Caroline Wozniacki ha sconfitto in finale  Naomi Ōsaka con il punteggio di 7–5, 6–3.
- È il ventiquattresimo titolo in carriera per la Wozniacki, primo della stagione e secondo qui a Tokyo.

### Doppio femminile
Sania Mirza /  Barbora Strýcová hanno sconfitto in finale  Liang Chen /  Yang Zhaoxuan con il punteggio di 6–1, 6–1.